# Die Rose vom Liebesgarten
Die Rose vom Liebesgarten ist eine romantische Oper von Hans Pfitzner (1869–1949). Sie umfasst zwei Akte samt Vor- und Nachspiel; das Libretto wurde von James Grun verfasst.

## Handlung
- Vorspiel: Im Liebesgarten
- Erster Akt: Im Urwald vor dem Liebesgarten
- Zweiter Akt: Im hohlen Berg
- Nachspiel: Vor und im Liebensgarten

Im Liebesgarten, einer Art germanischem Paradies, bestimmt die Sternenjungfrau, die gleichzeitig die Liebesgöttin ist und somit die Herrscherin über den Garten darstellt, Siegnot zum Hüter des Frühlingstors, des Eingangs in den Liebesgarten. Dem neugewonnenen Wächter übergibt sie eine zauberkräftige Rose, und Siegnot hat fortan nicht nur die Aufgabe, das Tor zu beaufsichtigen, sondern auch, neue Mitglieder für den Garten anzuwerben.
Der Elfenkönigin Minneleide fällt Siegnot zum Opfer. Er verliebt sich in sie und schenkt ihr die Rose. Sie jedoch wird vom Licht des Liebesgartens derart geblendet, dass sie vom Garten weg in den Urwald flieht. Siegnot folgt ihr, doch der finstere Nachtwunderer samt seinen Zwergen bemächtigt sich Minneleides und schlägt Siegnot nieder. Dieser folgt den Entführern unbewaffnet in eine Berghöhle, um Minneleide an seiner statt auszulösen. Der Nachtwunderer schlägt eine Probe vor: Minneleide wird freigelassen, muss aber allein ins Licht steigen und die Rose im Liebesgarten abgeben. Gelingt ihr dies, sind beide frei, verzagt sie aber, wird sie vom Nachtwunderer erneut gefangen genommen, und Siegnot muss sterben. Überzeugt von seiner Liebsten, nimmt Siegnot die Probe an, Minneleide jedoch versagt erneut. Siegnot reißt daraufhin die Säulen ein und wird mitsamt Nachtwunderer und Zwergen verschüttet. Minneleide, verschont geblieben, schöpft aus Siegnots Vertrauen neue Kraft und bewältigt es, dem Elfenkönigreich zu entsagen, den Liebesgarten aufzusuchen und mit der Rose das Frühlingstor zu öffnen. Als sie im Liebesgarten angelangt ist, verurteilen sie jedoch die Stimmen eines Gerichts. Die Sternenjungfrau aber spricht eine Begnadigung aus und erweckt Siegnot zu gemeinsamem Leben im Liebesgarten.

## Orchesterbesetzung
- Holzbläser: drei Flöten (auch Piccoloflöte), zwei Oboen, Englischhorn, zwei Klarinetten, Bassklarinette, zwei Fagotte, Pfeife und Stierhorn auf der Bühne
- Blechbläser: drei Trompeten, vier Hörner, Althorn in Es, Tenorhorn in B, drei Posaunen, Bass-Tuba
- zwei Harfen, Euphonium oder Celesta
- Pauken, Schlagzeug: Triangel, Becken, Tamtam, Kleine Trommel, Xylophon
- Streicher, Viola d’amore in der Bühnenmusik

## Werkgeschichte
Die Rose vom Liebesgarten wurde am 9. November 1901 in Elberfeld uraufgeführt, doch Pfitzner bezeichnete erst die Wiener Inszenierung im Jahre 1904 als „kongeniale Aufführung eines Werkes von mir“. Kritiker warfen der Oper vor, sich einer überladenen und teilweise unverständlichen Symbolik zu bedienen.
Pfitzner-Exegeten begnügten sich damit, das Stück als damals populäre Gattung der Märchenoper aufzufassen. Auf diese Weise etwa behalf sich Müller-Blattau: „Detlev von Lilienkron bewundert die unbeschreiblich schöne ‚Märchenstimmung‘ darin. So wollte das Werk ja auch aufgenommen sein: als Märchen, in dem freilich, wie in allen echten Märchen, Weltgeschehen sichtbare Gestalt wird. Die Kritik aber orakelte weiterhin über ‚unklare Symbolik‘, über die ‚dramatisch unentwickelte Handlung‘. Und das Publikum sprach die Schlagworte nach; sie hängen dem Werk bis heute an.“
Die im Werk enthaltenen Märchenspuren wurden fortan als Argument gegen jegliche Kritik vorgehalten, so etwa behalf sich Pfitzner-Biograf Walter Abendroth gegen den Vorwurf, dem Libretto sei „Wagner-Abhängigkeit“ nachzuweisen, mit den Worten: „[Diese ist] in nichts weiter erkennbar (…) als in einer Reihe von Märchenmotiven, die der deutschen Sagenwelt längst vor Wagner schon eigen waren (…)“
Auch Pfitzner selbst betonte die Märchennähe der Oper immer wieder: „Wäre sie [die Sphäre der Handlung] als Sage oder Märchen altbekannt, würde niemand gegen eine Umdichtung zur Oper etwas einzuwenden haben; es wäre die erlaubte, gewohnte ‚Benutzung der Sage‘ und selbst Ausdeutungen im Einzelnen, von den Lesern und Hörern zu findenden symbolische oder allegorische Finessen würden als Empfehlungen dienen und den Reiz des ‚Verstehens‘ – worin ja viele einzig einen Genuß erblicken – erhöhen; dem Dichter würden sie als ‚Vertiefungen‘ der Sage angerechnet.“
Max Reger nannte die Oper ein „ganz großes, herrliches Werk.“ Gustav Mahler rief laut Alma Mahler-Werfel nach dem ersten Akt aus: „Seit der Walküre, erster Akt, ist etwas ähnlich Großartiges nicht geschrieben worden!“ Bruno Walter hörte in der Oper Dinge, „die zum Schönsten gehören, was je geschrieben worden ist“.
Die Oper wird selten gespielt, zuletzt 1998 an der Oper Zürich sowie 2008 am Theater Chemnitz, an der letzteren Spielstätte in einer Inszenierung von Jürgen R. Weber.

## Aufnahmen
- Hans Pfitzner: Palestrina-Vorspiele, Käthchen von Heilbronn-Ouvertüre, Die Rose vom Liebesgarten – Zwischenspiele (enthält Blütenwunder und Trauermarsch) – Symphonieorchester des Bayerischen Rundfunks, Dir.: Wolfgang Sawallisch (Orfeo)
- Wolfgang Windgassen: Ein Sängerportrait (enthält einen Ausschnitt aus dem ersten Akt) (SWR)
- Hans Pfitzner: Die Rose vom Liebesgarten – Gesamtaufnahme der revidierten Fassung mit Bernd Aldenhoff (Siegnot) und Trude Eipperle (Minneleide), Dir.: Robert Heger (Live-Mitschnitt; Rococo No. 1020)
- Hans Pfitzner: Die Rose vom Liebesgarten – Gesamtaufnahme der vollständigen Originalfassung mit Erin Caves (Siegnot) und Astrid Weber (Minneleide), Dir.: Frank Beermann, Theater Chemnitz (cpo 777 500-2)